# Toxicofera
Toxicofera é uma subordem criada recentemente (2013) dentro de escamados. Ela relaciona o grupo Iguania como grupo-irmão de Scleroglossa; este último abrange as serpentes e anguimorfos.

## Cladística
Toxicofera reúne os seguintes grupos da classificação tradicional:
- Subordem Serpentes (cobras)
- Subordem Iguania (iguanas, lagartos ágamídeos, camaleões, etc.)
- Subordem Anguimorpha, composta por:
  - Família Varanidae
  - Família Lanthanotidae (lagarto monitor sem orelhas)
  - Família Anguidae (lagartos-jacarés, lagartos-de-vidro, etc.)
  - Família Helodermatidae (Monstro de Gila e Lagarto Mexicano)
  - Família Shinisauridae (lagarto crocodilo chinês)
  - Família Xenosauridae (lagartos com escamas)

A relação entre esses grupos existentes e alguns táxons extintos é mostrada no cladograma a seguir, que se baseia em Reeder et al. (2015; Fig. 1):

|  | Serpentes   |
|  |             |
|  | †Mosasauria |
|  |             |

|  | Anguimorpha                                                     |
|  |                                                                 |
|  | \| \| †Polyglyphanodontia \| \| \| \| \| \| Iguania \| \| \| \| |
|  |                                                                 |
|  | †Polyglyphanodontia                                             |
|  |                                                                 |
|  | Iguania                                                         |
|  |                                                                 |

|  | †Polyglyphanodontia |
|  |                     |
|  | Iguania             |
|  |                     |

|  | Serpentes   |
|  |             |
|  | †Mosasauria |
|  |             |

|  | Anguimorpha                                                     |
|  |                                                                 |
|  | \| \| †Polyglyphanodontia \| \| \| \| \| \| Iguania \| \| \| \| |
|  |                                                                 |
|  | †Polyglyphanodontia                                             |
|  |                                                                 |
|  | Iguania                                                         |
|  |                                                                 |

|  | †Polyglyphanodontia |
|  |                     |
|  | Iguania             |
|  |                     |

Ao lado desses grupos, Mosasauria, um grupo extinto que incluía grandes répteis marinhos conhecidos principalmente do Cretáceo Superior, foi colocado como parte do grupo. Muitas vezes se supôs que os mosassauros são os mais intimamente relacionados às cobras, com o grupo contendo os dois apelidados de Pythonomorpha, no entanto, outros estudos questionaram isso, descobrindo que os parentes mais próximos dos mosassauros são membros de Varanoidea.
Polyglyphanodontia, um grupo de lagartos herbívoros extintos conhecidos do Cretáceo, também foi colocado como parte deste grupo em alguns estudos como o grupo irmão de Iguania, embora outros estudos tenham sugerido que eles são mais intimamente relacionados a Teiioidea e, portanto, colocados fora de Toxicofera.

## Veneno
O veneno em escamados tem sido historicamente considerado uma raridade; embora seja conhecido em Serpentes desde os tempos antigos, a porcentagem real de espécies de cobras consideradas venenosas era relativamente pequena (cerca de 25%).  Das aproximadamente 2.650 espécies de cobras avançadas (Caenophidia), apenas as espécies com presas frontais (≈650) foram consideradas venenosas pela definição antropocêntrica. Após a classificação de Helodermatidae no século XIX, acreditava-se que seu veneno havia se desenvolvido independentemente. Em cobras, a glândula de veneno está na mandíbula superior, mas em helodermátides, ela é encontrada na mandíbula inferior.  A origem do veneno em escamados foi, portanto, considerada relativamente recente em termos evolutivos e o resultado da evolução convergente entre as famílias de cobras venenosas aparentemente polifiléticas.

Em 2003, foi publicado um estudo que descreveu o veneno em subfamílias de cobras que antes se pensava não o possuir.  Um estudo posterior afirmou que quase todas as cobras "não venenosas" produzem veneno até certo ponto, sugerindo uma origem única e, portanto, muito mais antiga para o veneno em Serpentes do que se havia considerado até então. Como uma questão prática, Fry advertiu:
Acreditava-se anteriormente que algumas cobras não venenosas tinham apenas uma leve 'saliva tóxica'. Mas esses resultados sugerem que elas realmente possuem venenos verdadeiros. Nós até isolamos de uma cobra-rato [ Coelognathus radiatus (anteriormente conhecida como Elaphe radiata )  ] , uma cobra comum em lojas de animais, uma neurotoxina típica do estilo da cobra, que é tão potente quanto toxinas comparativas encontradas em parentes próximos da cobra. Essas cobras normalmente têm quantidades menores de veneno e não têm presas, mas ainda podem liberar seu veneno por meio de seus numerosos dentes afiados. Mas nem todas essas cobras são perigosas. Isso significa, no entanto, que precisamos reavaliar o perigo relativo das cobras não venenosas.
Isso motivou mais pesquisas, que levaram à descoberta de veneno (e genes de veneno) em espécies de grupos que não eram conhecidos por produzi-lo, por exemplo, em Iguania (especificamente Pogona barbata da família Agamidae ) e Varanidae (de Varanus varius). Acredita-se que isso foi o resultado da descendência de um ancestral escamado comum produtor de veneno; a hipótese foi descrita simplesmente como o "clado do veneno" quando proposta pela primeira vez à comunidade científica. O clado do veneno incluía Anguidae por razões filogenéticas e adotou um nome de clado sugerido anteriormente: Toxicofera.
Estimou-se que as espécies ancestrais comuns que desenvolveram o veneno pela primeira vez no clado do veneno viveram há cerca de 200 milhões de anos. Acredita-se que os venenos tenham evoluído depois que genes normalmente ativos em várias partes do corpo se duplicaram e as cópias encontraram novo uso nas glândulas salivares.
Entre as famílias de cobras tradicionalmente classificadas como venenosas, a capacidade parece ter evoluído para extremos mais de uma vez por evolução paralela; as linhagens de cobras 'não venenosas' perderam a capacidade de produzir veneno (mas ainda podem ter pseudogenes de veneno persistentes ) ou realmente produzem veneno em pequenas quantidades (por exemplo, 'saliva tóxica'), provavelmente suficiente para auxiliar na captura de pequenas presas, mas normalmente não causam danos aos humanos se forem mordidas.[carece de fontes?]
A recém-descoberta diversidade de espécies de escamatas produtoras de venenos é um tesouro para aqueles que buscam desenvolver novos medicamentos farmacêuticos; muitos desses venenos reduzem a pressão arterial, por exemplo. Escamatas venenosas previamente conhecidas já forneceram a base para medicamentos como Ancrodo, Captopril, Eptifibatide, Exenatide e Tirofibana.[carece de fontes?]
O maior lagarto venenoso do mundo e a maior espécie de animal terrestre venenoso é o dragão de Komodo.

## Críticas
Outros cientistas, como o biólogo Kenneth V. Kardong, da Universidade Estadual de Washington, e os toxicologistas Scott A. Weinstein e Tamara L. Smith, declararam que a alegação de glândulas de veneno encontradas em muitos desses animais "teve o efeito de subestimar a variedade de papéis complexos desempenhados pelas secreções orais na biologia dos répteis, produziu uma visão muito limitada das secreções orais e resultou em uma interpretação errônea da evolução reptiliana". De acordo com esses cientistas, "as secreções orais reptilianas contribuem para muitas funções biológicas além de eliminar rapidamente as presas". Esses pesquisadores concluíram que "chamar todos neste clado de venenosos implica um perigo potencial geral que não existe, induz ao erro na avaliação de riscos médicos e confunde a avaliação biológica dos sistemas bioquímicos dos escamatas".

Em 2014, foi sugerido que muitas das toxinas compartilhadas que fundamentam a hipótese da Toxicofera não são, na verdade, toxinas.